# Муризенго
Муризенго, Муризенґо (італ. Murisengo, п'єм. Ambrusengh) — муніципалітет в Італії, у регіоні П'ємонт,  провінція Алессандрія.
Муризенго розташоване на відстані близько 500 км на північний захід від Рима, 35 км на схід від Турина, 45 км на північний захід від Алессандрії.
Населення — 1437 осіб (2014).
Щорічний фестиваль відбувається 22 вересня. Покровителі — святий Антоній Великий.

## Демографія
Населення за роками:

Станом на 1 січня 2023 року в муніципалітеті офіційно проживало 88 іноземців з 12 країн, серед них 57 громадян країн Євросоюзу.

## Сусідні муніципалітети
- Монтільйо-Монферрато
- Одаленго-Гранде
- Робелла
- Вілладеаті